# Командный чемпионат СССР по спидвею 1990

## Высшая Лига
| М | Команда                    | Матч | Очки |
| - | -------------------------- | ---- | ---- |
| 1 | «Восток», г. Владивосток   | 12   | 22   |
| 2 | «СКА», г. Львов            | 12   | 18   |
| 3 | «Турбина», г. Балаково     | 12   | 16   |
| 4 | «Нефтяник», г. Октябрьский | 12   | 11   |
| 5 | «Цементник», г. Черкесск   | 12   | 7    |
| 6 | «Башкирия», г. Уфа         | 12   | 6    |
| 7 | «Локомотив», г. Даугавпилс | 12   | 4    |

## Первая лига, класс «А»
| М | Команда                      | Матч | Очки |
| - | ---------------------------- | ---- | ---- |
| 1 | «Сибирь», г. Новосибирск     | 12   | 20   |
| 2 | «Кузбасс», г. Кемерово       | 12   | 15   |
| 3 | «Баррикада», г. Ленинград    | 12   | 15   |
| 4 | «Жигули», г. Тольятти        | 12   | 11   |
| 5 | «КАМАЗ», г. Ровно            | 12   | 11   |
| 6 | «Салават», г. Салават        | 12   | 10   |
| 7 | «Автоагрегатчик», г. Полтава | 12   | 2    |

## Первая лига, класс «Б»

### 1 зона
| М | Команда                  | Матч | Очки |
| - | ------------------------ | ---- | ---- |
| 1 | «Тайфун», г. Элиста      | 10   | 18   |
| 2 | «Юность», г. Черкесск    | 10   | 12   |
| 3 | «Шахтёр», г. Червоноград | 10   | 8    |
| 4 | «СКИФ», г. Донецк        | 10   | 8    |
| 5 | «Целиниекс», г. Рига     | 10   | 6    |
| 6 | «Таврия», г. Севастополь | 10   | 4    |

### 2 зона
| М | Команда                | Матч | Очки |
| - | ---------------------- | ---- | ---- |
| 1 | «Луч», г. Фергана      | 8    | 10   |
| 2 | «Труд», г. Мелеуз      | 8    | 8    |
| 3 | «Урал», г. Стерлитамак | 8    | 8    |
| 4 | «Масис», г. Ереван     | 8    | 2    |
| 5 | «Старт», г. Уссурийск  | 8    | 0    |

## Медалисты
| «Восток», г. Владивосток | И.Столяров, В.Ефимов, А.Кононец, Г.Харченко, А.Сушков, И.Швец, В.никулин, Г.Потехин, Д.Астратов            |
| «СКА», г. Львов          | Р.Саитгареев, И.Зверев, Фл. Калимулин, Д.Грезин, Р.Валиев, А.Лятосинский, О.Немчук, А.Белявский, В.Дубанич |
| «Турбина», г. Балаково   | О.Волохов, В.Шляпугин, А.Павлов, С.Коновалов, С.Деркач, С.Кузин, А.Волохов, А.Морозов, В.Елшин, И.Дроменко |